# Кизорн
Кизорн (фр. Cuzorn) насеље је и општина у југозападној Француској у региону Аквитанија, у департману Лот и Гарона која припада префектури Вилнев сир Лот.
По подацима из 2011. године у општини је живело 873 становника, а густина насељености је износила 37,4 становника/km². Општина се простире на површини од 23,34 km². Налази се на средњој надморској висини од 92 метара (максималној 242 m, а минималној 76 m).

## Демографија
| 1962. | 1968. | 1975. | 1982. | 1990. | 1999. | 2011. |
| ----- | ----- | ----- | ----- | ----- | ----- | ----- |
| 821   | 822   | 786   | 837   | 901   | 870   | 873   |

График промене броја становника у току последњих година